# Национальный экономический совет (США)
Национальный экономический совет (англ. The National Economic Council) — правительственное агентство США, входящее в состав Администрации Президента США (в т. н. Исполнительный офис Президента США).
Создан в 1993 году президентом Биллом Клинтоном.

## Функции Совета
В функции Совета входит координация работы по проведению внутренней и внешней экономической политики США, подготовке аналитических докладов и проектов решений президента, мониторингу результатов проводимой политики.

## Структура Совета
Председателем Совета является президент США. Его помощник по экономической политике выполняет обязанности директора Совета.

### Руководители Совета

#### Директора
1. 1993—95 — Роберт Рубин
2. 1995—96 — Лаура Тайсон
3. 1996—2000 — Джин Сперлинг
4. 2001—02 — Лоуренс Линдси
5. 2002—05 — Стивен Фридман
6. 2005—07 — Аллан Хаббард
7. 2007—09 — Кит Хеннесси[англ.]
8. 2009—10 — Лоуренс Саммерс[3]
9. 2011—14 — Джин Сперлинг
10. 2014—17 — Джеффри Зайентс
11. 2017—18 — Гэри Кон
12. 2018—21 — Ларри Кадлоу
13. 2021—23 — Брайан Диз[англ.]
14. 2023—25 — Лайл Брейнард[англ.]
15. с 2025 — Кевин Хассетт

#### Заместители директора по внутренней экономической политике
1. 1993—96 — Джин Сперлинг
2. 1998—99 — Салли Кэтцен (Sally Katzen)
3. 1999—2000 — Уильям Достер (William Dauster)
4. 2000 — Сара Розен Уортелл (Sarah Rosen Wartell)
5. 2001—02 — Д. Марк Сумерлин (D. Marc Sumerlin)
6. 2002—07 — Кит Хеннесси[англ.]
7. 2007—08 — Чарльз Блейхаус III (Charles Blahous III)

#### Заместители директора по внешней экономической политике
1. 1993—98 — Дэниел Тарулло
2. 1998—2000 — Лейл Брейнард (Lael Brainard)
3. 2001—наст.вр. — Гэри Эдсон (Gary Edson)

### Совет при президентеДж. Буше мл.
Постоянными членами Совета являлись (по состоянию на 2007 год):
- вице-президент США Ричард Б. Чейни;
- государственный секретарь США Кондолизза Райс;
- министр финансов США Генри Полсон;
- министр сельского хозяйства Эд Шафер;
- министр торговли Карлос Гутьеррес;
- министр труда Элейн Чао;
- министр по жилищному строительству и городскому развитию Стив Престон;
- министр транспорта Мэри Питерс;
- министр энергетики Сэмюэль Бодмен.

### Совет при президентеБараке Обаме
Председатель Совета: Барак Обама, Президент США 

Директор Совета: Лоуренс Саммерс, помощник Президента по экономической политике
Постоянные члены Совета:
- Джо Байден, вице-президент США
- Хиллари Клинтон, государственный секретарь США
- Тимоти Гайтнер, министр финансов США
- Том Вилсэк, министр сельского хозяйства США
- вакантно место министра торговли США
- Хильда Солис, министр труда США
- Шон Донован, министр жилищного строительства и городского развития США
- Рэй Лахуд, министр транспорта США
- Стивен Чу, министр энергетики США

Члены Совета:
- Лайза П. Джэксон (Lisa P. Jackson), администратор Агентства по охране окружающей среды
- Кристина Ромер, председатель Совета экономических консультантов
- Питер Орзаг (Peter Orszag), директор Административно-бюджетного управления
- Рон Кёрк (Ron Kirk), торговый представитель США
- Мелоди Барнс (Melody Barnes), помощник Президента США по внутренней политике
- Джеймс Л. Джонс (James L. Jones), помощник Президента США по национальной безопасности
- Джон Холдрен (John Holdren), помощник Президента США по науке и технологической политике